# Ленинский проспект (Москва)
Ле́нинский проспе́кт — улица в районе Якиманка Центрального административного округа, в Донском районе Южного административного округа, Гагаринском, Ломоносовском, Обручевском районах, в районе Тёплый Стан Юго-Западного административного округа и в районах Проспект Вернадского и Тропарёво-Никулино Западного административного округа города Москвы. Проходит от Калужской площади до МКАД.

## Название
Ленинский проспект назван по решению Моссовета от 13 декабря 1957 года в связи с 40-летием Великой Октябрьской социалистической революции в честь её вождя Владимира Ильича Ульянова (Ленина). В его состав вошли: Большая Калужская улица (от Октябрьской площади до площади Калужской Заставы), новопостроенный участок от Калужской Заставы до Боровского шоссе (прямо посередине нынешнего Ленинского проспекта в районе домов 68—70 ещё в 1956 году стояла деревня Семёновское) и часть Киевского шоссе (от Ломоносовского проспекта до тогдашней границы города, реально Ленинский проспект прошёл по совершенно новым координатам параллельно этим дорогам, но спрямлённым). После расширения Москвы в августе 1960 года название Ленинский проспект было распространено на Киевское шоссе в пределах МКАД.
В 1960—1970-е годы примыкающие к проспекту улицы получили названия в честь родных и близких вождя: его брата — улица Дмитрия Ульянова, сестры — улица Марии Ульяновой, жены — улица Крупской, а также личного секретаря — улица Фотиевой.

## Описание
Ленинский проспект расположен между Комсомольским проспектом, далее проспектом Вернадского и Профсоюзной улицей параллельно им. Начинается от Калужской площади на пересечении с Садовым кольцом — Крымским Валом и Житной улицей как продолжение Большой Якиманки. До пересечения с Третьим транспортным кольцом c нечётной стороны примыкают проезд Апакова, Безымянный проезд, улицы Академика Петровского и Стасовой, с чётной — Титовский проезд и проход к Пушкинскому мосту в парке Горького.
На площади Гагарина к проспекту примыкают съезды Третьего транспортного кольца на улицы Орджоникидзе и Сергея Капицы и начинающиеся оттуда улица Косыгина и проспект 60-летия Октября. Под площадью проходит Гагаринский тоннель.
Затем магистраль пересекает улицу Академика Зелинского, затем с нечётной стороны примыкают улицы Академика Несмеянова, Бардина, Ляпунова, Губкина, с чётной — улицы Академика Зельдовича, Фотиевой, площадь Академика Тамма и Молодёжная улица. Перед последней на площади Академика Прохорова улица Дмитрия Ульянова (с нечётной стороны) переходит в Университетский проспект (с чётной стороны). На площади 60-летия СССР проспект пересекает Ломоносовский проспект.
После этого с нечётной стороны примыкают улицы Панфёрова, Гарибальди, Академика Пилюгина, Новаторов, Обручева, Миклухо-Маклая, Саморы Машела, Островитянова, Академика Бакулева и Теплостанский проезд, с чётной — улицы Строителей, Крупской, Марии Ульяновой, Кравченко, Удальцова, Лобачевского, 26 Бакинских Комиссаров, проспект Вернадского, Рузская улица, улица Академика Анохина. Улицы Обручева и Лобачевского составляют часть Южной рокады.
За 45-м километром МКАД улица продолжается как Киевское шоссе по территории Новомосковского и Троицкого административных округов и района Внуково ЗАО, а далее — как трасса М-3 Украина.
Является второй по ширине улицей Москвы — после Ленинградского проспекта. Его ширина колеблется от 108 до 120 метров. Единственная в Москве радиальная магистраль, не меняющая название на всём протяжении — от Садового кольца до МКАД. Благодаря этому Ленинский проспект долгое время был самой длинной улицей Москвы, но в 1985 году, после включения в состав Москвы района Бутово, утратил этот статус в пользу Варшавского шоссе, имеющего в Бутове длинный участок за МКАД.

## История
Основная дорога в этом направлении сформировалась давно (до XVII века) — как дорога от Калужских ворот Земляного города на Калугу. На карте конца XVII века дорога до Калужской заставы Камер-Коллежского вала называлась Большая Донская улица (в честь Донского монастыря, находившегося недалеко от дороги). К 1813 году появилось новое название — Большая Калужская улица. В таком виде улица просуществовала до конца 1950-х годов до объединения и переименования.
Развитие Москвы в юго-западном направлении было предусмотрено Генеральным планом реконструкции Москвы 1935 года. Поэтому уже в конце 1930-х годов началась застройка Большой Калужской улицы (часть нынешнего Ленинского проспекта от бывшей Октябрьской площади до Калужской заставы) многоэтажными жилыми домами. Несмотря на то, что в те годы этот район был окраиной Москвы, он уже тогда считался достаточно престижным из-за своей новизны, а также потому, что это была дорога в новый московский аэропорт Внуково. Участок проспекта от Калужской заставы до Ломоносовского проспекта реконструирован в 1957, от Ломоносовского проспекта до ул. Кравченко — в 1959, от ул. Кравченко до ул. Лобачевского — в 1966, от ул. Лобачевского до ул. Миклухо-Маклая — в 1969, от ул. Миклухо-Маклая до МКАД — в 2001. В 1962 была построена транспортная развязка на пл. Гагарина (реконструирована в 2001 в связи со строительством Третьего Транспортного кольца), в 2001 — развязка с проспектом Вернадского и ул. Островитянова, а также с Теплостанским проездом.
В 60-70-е годы XX века на Ленинский проспект выводили рабочих и служащих Москвы для массовой встречи делегаций дружественных социалистических и развивающихся стран, направляющихся из аэропорта Внуково в Кремль.

## Примечательные здания и сооружения

### По нечётной стороне
- № 1/2 — бизнес-центр «Ленинский, 1», ранее гостиница Академии наук СССР
- № 1, корп. 2 — высотное административно-жилое здание (1998)
- № 3 — жилой дом с магазином «Подарки» (1966, архитекторы Я. Б. Белопольский, А. Бергельсон, Е. П. Вулых, Л. Пичкова. В рамках гражданской инициативы «Последний адрес» на доме установлена мемориальная табличка в память об инженере-металлурге, основателе отечественной школы электрометаллургов, докторе технических наук, заведующем кафедрой Московского института стали и сплавов профессоре Константине Петровиче Григоровиче, расстрелянном в годы сталинских репрессий[4].
- № 7 — жилой дом (1942, архитекторы Н. М. Молоков, Н. Д. Чекмотаев). В 1954 к зданию пристроены три новых корпуса по Донской улице и Безымянному проезду (архитекторы Л. О. Бумажный, О. П. Окунев, инженер С. Сидоров)[5]. В доме жил авиаконструктор П. О. Сухой (в 1947—1965 годах; мемориальная доска, 1995, скульптор С. В. Лядов)[6]
- № 9 — Государственный комитет по стандартизации и метрологии (1966—1967, архитекторы Я. Б. Белопольский, Е. Козлов, Ю. А. Тихонов)[7][8], ныне — Федеральное агентство по техническому регулированию и метрологии
- № 11 — жилой дом (1940—1949, архитектор И. В. Жолтовский, Г. Захаров, З. Чернышёва). В 1950 году за создание этого дома архитекторам была присуждена Сталинская премия. Здесь жили советский экономист Е. С. Варга (мемориальная доска)[9], геолог-тектонист Н. С. Шатский[10]
- № 13 — жилой дом для сотрудников Академии Наук СССР начали строить в 1938 году по проекту архитектора А. В. Щусева. Уже в 1939 году в готовые секции стали заселять жильцов, однако в строящейся части здания вспыхнул сильный пожар, уничтоживший внутренние конструкции и всю отделку. Сгоревшую часть дома восстановили и заселили лишь в послевоенное время. В доме жили многие видные научные деятели СССР — философ П. Ф. Юдин[11], историк Ю. В. Готье[12], врач Н. Ф. Гамалея, микробиолог А. А. Имшенецкий[13], математики А. Н. Тихонов[14], Л. С. Понтрягин, И. Г. Петровский, Н. Г. Четаев[15], А. Я. Хинчин[16], химики И. В. Тананаев[17], А. В. Топчиев[18], Б. А. Казанский[19], М. М. Шемякин[20], Г. Г. Уразов[21], геолог В. А. Обручев, геофизик Е. К. Фёдоров[22], биохимик В. А. Энгельгардт, физики Н. В. Агеев[23], С. П. Капица, В. И. Векслер[24], Б. А. Введенский[25], А. Е. Чудаков[26], теплотехник З. Ф. Чуханов[27], металлург Н. П. Чижевский[28]; одну из квартир занимал и сам автор проекта — академик Алексей Щусев[29]. В доме также жили военачальники — маршал В. И. Чуйков[30], генерал А. Ф. Хренов[31], государственный деятель М. Б. Храпченко[32]
- № 15 — Женское ремесленное училище имени Г. Шелапутина (1900—1903, архитектор Р. И. Клейн)[33]
- № 17 — Кожно-венерологический диспансер (больница Любимова) (1912—1914, архитектор А. Ф. Мейснер)[34]
- № 19 — административное здание в формах конструктивизма, первоначально предназначавшееся для размещения Медико-биологического института, начали строить в 1928 году по проекту архитектора А. Ф. Мейснера. По непонятным причинам дом поставили со значительным выступом за сложившуюся к тому времени линию застройки улицы — ныне здание заметно сужает ширину тротуара. В 1931 году инженер В. Петухов переработал проект. В 1934 году строительство завершили и в здании разместился Энергетический институт им. Г. М. Кржижановского[35][36]
- № 21 — жилой дом (1939—1940, архитектор А. Г. Мордвинов). Восьмиэтажные корпуса к домам № 21—25 пристроены в 1954 году[37]
- № 23 — жилой дом (1939—1940, архитектор Д. Н. Чечулин)[37]. В этом доме провёл детство известный эстрадный певец Вячеслав Добрынин
- № 25 — жилой дом (1939—1940, архитектор А. Г. Мордвинов)[37]. Здесь жили русские советские актёры, народные артисты СССР Михаил Астангов (мем.доска) и Владимир Этуш (жил до 1978 года)
- № 27 — больница для неизлечимых и богадельня имени Ивана и Александры Медведниковых (Медведниковская) с церковью Тихвинской иконы Божией Матери (1900—1903, 1908, архитектор С. У. Соловьёв, при участии архитектора И. М. Рыбина), сейчас — Центральная клиническая больница им. святителя Алексия
- № 29 — Институт нефтехимического синтеза им. А. В. Топчиева РАН (1926—1927, архитектор В. Д. Кокорин)[7]. В доме расположены музей-квартира Николая Платэ и кабинет-музей Сергея Намёткина[38]
- № 31 — Институт общей и неорганической химии имени Н. С. Курнакова РАН (1926—1927, архитектор В. Д. Кокорин)[7]. Перед зданием установлен памятник-бюст Н. С. Курнакову[33]
- № 33 — Институт проблем экологии и эволюции имени А. Н. Северцова РАН (Здание бывш. Института нефти; 1926—1930, архитекторы В. Д. Кокорин, И. С. Николаев, А. С. Фисенко[36])
- № 35 — жилой дом (1940—1941, архитектор Ю. Н. Емельянов)[39]
- № 37 — жилой дом ВЦСПС (1940—1950, архитектор М. Г. Бархин, проектировал авторский коллектив – П.С. Скулачев, С.М. Умнов, Н.А. Скулачева)[39]. В доме жили Борис Березовский, Андрей Макаревич, актёры Глеб Стриженов[40], Владимир Ивашов[41], академик Лев Эрнст[42], учёный в области радиотехники В. В. Шахгильдян[43]
- № 37А — жилой дом НКВД/МГБ[44], образующий вместе с № 30 парадный въезд в город (1940—1948, архитектор Е. А. Левинсон, И. И. Фомин); в центре дома находится двойная арка, являющаяся проездом на улицу Орджоникидзе. Здесь жил юрист, член-корреспондент Академии наук СССР В. М. Чхиквадзе[45]
- № 39 — жилой «Дом Совмина» (1956—1957, архитекторы Л. Н. Павлов, Л. Ю. Гончар, И. Я. Ядров)[46]
- № 41/2 — жилой дом (1956—1957, архитекторы Г. Я. Чалтыкьян, И. А. Катков, С. М. Марковский). Здесь жил советский и российский мультипликатор Фёдор Хитрук[47]
- № 45 — жилой дом (1959, архитектор Е. Н. Стамо) (ранее там находилась дирекция «Русского лото»)
- Здания № 47—55 принадлежат научным институтам, возведены в стилистике сталинской архитектуры в самом начале 1950-х годов (кроме здания № 55 которое было построено несколько раньше):
  - № 47 — Научно-исследовательский институт органической химии им. Н. Д. Зелинского (1950, архитекторы А. В. Щусев, А. В. Снигарев, Н. М. Морозов, Б. М. Тарелин)[48]
  - № 49 — Научно-исследовательский институт металлургии им. А. А. Байкова (1950, архитекторы А. В. Щусев, А. В. Снигарев, Н. М. Морозов, Б. М. Тарелин)[48]. На территории в 1975 году установлен памятник металлургу А. А. Байкову (скульптор П. И. Бондаренко)[33]
  - № 51 — Институт точной механики и вычислительной техники имени С. А. Лебедева, построено по проекту архитектора А. В. Щусева (построено в 1941—1951 годах), ранее реализованному в постройке № 55, но в несколько упрощенных формах[49]
  - № 53 — Физический институт имени П. Н. Лебедева (1946—1951, архитекторы А. В. Щусев, А. В. Снигарев, Н. М. Морозов, Б. М. Тарелин)[50]. Перед зданием установлены памятники физику П. Н. Лебедеву (1960, скульптор Н. В. Давыдкин, архитектор Ю. И. Гольцев) и памятник-бюст С. И. Вавилову (1987, скульптор Ф. А. Фёдоров, архитектор В. Я. Репин)[33]
  - № 55 — здание построено в 1936—1939 годах по проекту архитектора А. В. Щусева для Института генетики, которому его так и не передали — оно было передано Институту удобрений (ныне — Научно-исследовательский институт удобрений и инсектофунгицидов имени Я. В. Самойлова)[51]

- Ленинский проспект у бывшей Калужской заставы (№№ 30 и 37)
- Научно-исследовательский институт органической химии им. Н. Д. Зелинского (№47)
- Институт металлургии и материаловедения имени А. А. Байкова РАН (№ 49)
- Институт точной механики и вычислительной техники имени С. А. Лебедева РАН (№ 51)
- Институт удобрений и инсектофунгицидов имени Я. В. Самойлова (№ 55)

- № 59 — Институт кристаллографии им. А. В. Шубникова РАН
- № 61/1 — жилой дом. Здесь жили учёный в области горного дела М. И. Агошков[52], математик И. Н. Векуа[53], физико-химик К. В. Чибисов[54], физиолог М. Х. Чайлахян[55], учёный в области механики грунтов Н. А. Цытович[56], филолог Ф. П. Филин[57], химик-органик И. В. Торгов[58], историк С. П. Толстов[59], механик и математик Л. Н. Сретенский[60], учёный-американист А. В. Ефимов[61], математик и альпинист Б. Н. Делоне[62] и Герой Советского Союза генерал-полковник И. И. Людников (мемориальная доска — 2015, скульптор А. М. Плохоцкий, архитектор С. Безверхий)
- № 65 — Российский государственный университет нефти и газа имени И. М. Губкина (1963). На территории университета установлена стела воинам-губкинцам, погибшим в Великой Отечественной войне (1971, скульптор В. В. Сотников, архитекторы Е. В. Козлов, Ю. А. Тихонов)[33]
- № 69 — жилой дом. Здесь в 1959—1992 годах жили математик Н. Н. Ченцов[63], философ А.Г. Спиркин[64], профессор Г.М. Сорокин
- № 87 — жилой дом (1960 г.). Здесь в 1970—1991 годах жил видный сердечно-сосудистый хирург, педагог, организатор медицинской науки и военно-полевой хирургии профессор Милий Аничков.
- № 89 — жилой дом. Здесь в 1963—1980-х годах жил учёный-эпидемиолог, академик Б. Л. Черкасский[65]
- № 95 — жилой дом (1959 г.). Здесь в 1996—2005 годах жила профессор МГУ, историк экономики В. А. Андриевская, в 1980-е — начале 90-x — певец Александр Градский.
- № 95А — консульство Германии и институт имени Гёте, бывшее посольство ГДР
- № 97, корп. 1 — Центр образования № 1311 «ТХИЯ»
- № 105 — кинотеатр «Казахстан» (1971), ныне киноклуб «Эльдар»
- № 109 — ТРЦ «Рио» на Ленинском проспекте (2013)
- № 109/1, корпуса 1—3 — жилые дома. В корпусе 1 жил лингвист С. А. Старостин[66]
- № 111, корп. 1 — ЖК «ВеллХаус на Ленинском» (2010) — 47-этажный небоскрёб, самое высокое здание проспекта.
- № 113/1 — административно-жилой комплекс «Парк Плейс» (1989—1992, архитекторы Я. Б. Белопольский, Л. В. Вавакин, Н. Лютомский, Ю. Эрдемир)[67]
- № 117 — Российская детская клиническая больница
- вл. № 119/121 — памятник природы усадьба «Богородицкое» (усадьба «Богородское-Воронино»), памятник садово-паркового искусства[68]

- № 129, корп. 1 — жилой дом. Здесь жили историк Я. Н. Щапов[69], палеонтолог Л. П. Татаринов[70]

### По чётной стороне
- № 4 — Московский институт стали и сплавов (МИСиС) (1977, архитекторы И. Гомелина, О. Шустикова)
- № 6 — Московский государственный горный университет (МГГУ) (бывш. усадьба Лопухина) (1801—1802, архитекторы М. Ф. Казаков, А. Н. Бакарев; перестройки: 1809, В. П. Стасов, 1859, П. С Кампиони, 1836—1839, М. Д. Быковский, кон. XIX в., А. С. Каминский; 1932 — надстройка; 1934 — переделка фасада по проекту А. М. Рухлядева и В. Ф. Кринского). Во дворе владения находится здание бывшего женского Мещанского училища (1863, архитектор А. С. Никитин). Перед зданием университета, на месте формирования 1-й дивизии народного ополчения установлена стела добровольцам ополчения Ленинского района Москвы (1967, скульптор М. Н. Смирнов)[33][71]
- № 6 — бывший клуб «Точка»
- № 8, корп. 1 — Городская больница № 1 им. Н. И. Пирогова (бывшая 1-я Градская — 1828—1832, архитектор О. И. Бове; 1953—1956 — пристройка боковых крыльев по проекту Л. М. Полякова, И. С. Самойлова, А. А. Сорокина)[72]
- № 8, корп. 5 — Городская больница № 1 им. Н. И. Пирогова (бывшая Голицынская — 1796—1802, архитектор М. Ф. Казаков)
- № 8, строение 12 — Свято-Димитриевское училище сестёр милосердия
- № 10 — бывшая 2-я Градская больница, ранее ситцевая фабрика Титова (конец XVIII — начало XIX века), дом Титова (1856, архитектор К. Я. Маевский); церковь Знамения при 2-й городской больнице (1881, архитектор И. П. Залесский)
- № 10, корп. 12 — хирургический корпус 2-й Градской больницы (1927, архитекторы И. А. Иванов-Шиц, Ф. А. Ганешин)[36]
- №№ 12, 16, 18, 20, 22, 24, 26, 28 — комплекс жилых домов 1939—1940 гг. Авторский коллектив: руководитель — архитектор А. Г. Мордвинов, архитекторы Д. Н. Чечулин, Г. П. Гольц. Объект культурного наследия.

- Дом 12
- Дом 16
- Дом 18
- Дом 20
- Дом 22
- Дом 24
- Дом 26
- Дом 28

- № 12 — жилой дом (1939—1940, архитектор Д. Н. Чечулин)[73]. Здесь жили учёный и дипломат Ф. А. Требин[74], архитектор Н. П. Сукоян[75]

- № 14 — Александрийский дворец (1756, архитектор П. Иест; 1839, архитектор Е. Д. Тюрин). С 1934 года здание занимал Президиум Академии наук СССР, ныне — Президиум Российской Академии наук[34]. Памятник архитектуры, охраняется государством
- № 16 — жилой дом (1939—1940, архитектор Д. Н. Чечулин)[73]. Здесь жил историк А. С. Ерусалимский[76]
- № 18 — жилой дом (1939—1940, архитектор А. Г. Мордвинов)[77]
- № 18, корп. 2 — манеж и примыкающие к нему конюшни в усадьбе Орловых-Чесменских (начало XIX в., архитектор Е. Д. Тюрин). Ныне — Минералогический музей им. А. Е. Ферсмана; с конца 30-х по 80-е гг. XX века в помещении конюшен располагался Палеонтологический музей АН СССР[33]
- №№ 20, 24 — жилые дома Моссовета (1939—1940, архитектор А. Г. Мордвинов)[77]. Позднее этот же проект Мордвинова реализовали на Фрунзенской набережной (№ 26, 32, 34)[78].
- № 22 — жилой дом Моссовета (1939—1940, архитекторы Г. П. Гольц, М. Ф. Оленев). На фронтоне здания установлен керамический барельеф «Изобилие», изображающий фигуры матери и детей, несущих плоды и цветы[77][79] (скульпторы Н. К. Вентцель, О. В. Квинихидзе)[80]. В доме № 22 (по Б.Калужской ул.) проживал проф. Вейсброд Б.С. Нижний ярус здания украшен живописными гирляндами над центральным подъездом (архитектор-художник М. Ф. Оленев). После завершения строительства в цокольном этаже дома открылся магазин «Овощи—фрукты»[81]. Этот дом вместе с рядом стоящим домом 24 можно видеть в кадре фильма «Сердца четырёх» (1941), в сцене, где героиня Валентины Серовой выходит с велосипедом на улицу.
- № 26 — жилой дом Моссовета (1940, архитектор А. Г. Мордвинов)[77]
- № 28 — жилой дом (1939—1940-е гг., арх. А. Г. Мордвинов). Здесь жили писатель С. П. Залыгин[82], писательница и литературовед Е. А. Таратута[83]
- № 30 — жилой дом ВЦСПС[44], образующий вместе с № 37 парадный въезд в город (1946—1950, архитектор А. Е. Аркин), позднее — дом сотрудников МИД СССР, ПГУ КГБ СССР). В строительстве дома, находясь в заключении, принимал участие Солженицын Александр Исаевич, будущий известный писатель[84]. В доме жил физики Ю. Б. Харитон[85], Д. А. Франк-Каменецкий[86], изобретатель Л. С. Термен[87]
- № 32 — жилой дом (1956—1957, архитекторы Л. Н. Павлов, И. Я. Ядров, инженер Б. А. Турчанинов)[88](в источнике дом ошибочно помечен № 28). В начале 1960-х годов в доме был открыт продуктовый магазин «Спутник». В доме жил архитектор В. И. Косаржевский[89].
- № 32А — здание Президиума Российской академии наук (1974—1990, архитектор Ю. П. Платонов)
- №№ 34/1, 36 — жилые дома (1956—1957, архитекторы Г. Я. Чалтыкян, И. А. Катков, С. М. Марковский)[88]. Здесь с 1960-х годов жил этолог К. Э. Фабри[90]
- № 38 — гостиница «Спутник» (1967, архитекторы И. Катков, О. Устинова. Н. Рудман)[88]
- № 38, корпуса 1—7 — Институт химической физики РАН и Институт динамики геосфер РАН (1947-начало 1950-х, архитекторы Б. С. Мезенцев, И. В. Жолтовский, С. Н. Гринёв, П. И. Доморацкий, А. М. Горбачёв)[91]
- № 40 — жилой дом. Здесь жил историк и дипломат И. И. Удальцов[92]
- № 42, корпуса 1—5 (во второй линии домов) — здание ВЦСПС (1931—1936, архитектор А. В. Власов); перестроено из сооружённого в 1920-х годах общежития Ленинского Комвуза[44].В 1950-х годах трёхэтажные корпуса достроили до пяти этажей[93]. Ныне — Федерация независимых профсоюзов России. Перед зданием установлен памятник-бюст Н. М. Швернику (1979, скульптор Ю. Л. Чернов, архитектор Г. Г. Исакович)[33]
- № 44 — жилой дом. Здесь жил физик А. А. Соколов[94]
- № 52 — жилой дом. Здесь жили учёный-эпидемиолог Б. Л. Черкасский[65], физик Е. Л. Фейнберг[95]
- № 54 — Универмаг «Москва» (1959—1962, архитекторы Ю. Пересветов, Б. Соболевский, Л. Ляхов, инженеры Р. Ратов, П. Третьяков, Е. Формаковская и М. Рожкова[96])
- № 62/1 — жилой дом с магазином «Кинолюбитель» (1959)[97]. Здесь жили востоковед Ю. Н. Рерих (мемориальная доска — 1962, скульптор А. И. Григорьев, архитектор Б. Д. Комаров)[98], маршал В. К. Харченко[99]
- № 68 — жилой дом. Здесь жили генерал А. И. Родимцев, вирусолог М. П. Чумаков[100]
- № 70 — жилой дом (1955—1957, архитекторы Я. Б. Белопольский, Д. И. Бурдин). На месте дома № 70, в котором располагается магазин «Изотопы», в 1924 году была возведена православная каменная Троицкая церковь, едва ли не последняя из возникших в годы советской власти на территории современной Москвы. Рядом с ней было устроено кладбище. Храм функционировал до 1938 года, а затем в нём работала фабрика игрушек, а с начала Великой Отечественной войны и до 1946 года — склады. Разрушена она была в середине 1950-х годов во время застройки деревни Семёновское, кладбище было сравнено с землёй, частично перезахоронения были сделаны в селе Воронцово[101]
- № 72 — жилой дом (1955—1957, архитекторы Д. И. Бурдин, М. В. Лисициан, Ю. А. Уманская, инженер Ф. Ф. Телесницкий)[102]. Здесь жили певец Владимир Трошин[103] и историк архитектуры А.В.Иконников[источник не указан 1977 дней].
- №№ 74—82 — жилые дома (1956—1958). В доме № 74 жил физик-экспериментатор И. Л. Фабелинский[104]. В доме № 78 — историк И. С. Чичуров[105]
- №№ 86—90 — жилые дома (1957—1960). В доме № 90 жил танцовщик и певец Владимир Шубарин[106]
- № 88 - с 1961 по 1972 год - ресторан «Кристалл» с магазином «Кулинария», с 1973 по 1990-е годы - ресторан «Гавана»
- № 90/2 — на этом месте до 2004 года располагалась гостиница «Спорт», которую построили в 1979—1980 годах к открытию Московской Олимпиады 1980 года для размещения спортивных судей. Проект здания выполнили архитекторы О. Кадреновский, П. Клоков, инженеры Э. Кривошеин, И. Жукова, Ю. Калядин[107]
- № 146 — гостиница «Центральный Дом Туриста» (1972—1980, архитекторы В. Кузьмин, Е. Горкин, Н. Нилова, Е. Зорина, В. Колесник, А. Колчин, А. Тяблин, инженеры В. Гофман, Ю. Копылев, В. Муратова, А. Постнова, И. Хомяков, Л. Чертков)[108]
- №№ 148—156 — жилые дома; первые серийные панельные дома серии П-3. В доме № 150 жил физик Г. Б. Христиансен[109]
- № 158 — гостиница «Салют» (1977—1980, архитекторы А. Самсонов, А. Бергельсон, А. Зобнин, В. Россохин)[110]

- Вид на проспект с крыши ЖК «WellHouse» (дом 111)
- Вид с крыши ЖК «WellHouse» на улицу Новаторов
- Вид в сторону центра
- Вид на улицу Новаторов с 23 этажа здания дома 109
- Вид проспект и Юго-Западный лесопарк до постройки ТЦ «Рио»
- Вид на проспект от киноклуба Эльдар
- Вид в сторону перекрёстка улиц Строителей и Панфёрова
- Вид на проспект и площадь Гагарина

### Памятники
- Памятник Ленину на Калужской площади (бывшей Октябрьской; 1985, скульптор Л. Е. Кербель, архитектор Г. В. Макаревич) — в начале проспекта;
- Стела добровольцам Народного ополчения Ленинского района Москвы (1967, скульптор М. Н. Смирнов) — перед зданием Московского государственного горного университета;
- Памятник Сергею Спасокукоцкому (1946, скульпторы Всеволод Лишев и Екатерина Белашова) — в сквере Первой градской больницы;
- Памятник-бюст Курнакову — перед зданием Института общей и неорганической химии имени Н. С. Курнакова РАН;
- Памятник Гагарину на Ленинском проспекте (1980, скульптор П. И. Бондаренко, архитекторы Я. Б. Белопольский, Ф. М. Гажевский, конструктор А. Ф. Судаков) — на площади Гагарина;
- Памятник-бюст Николаю Швернику (1979, скульптор Ю. Л. Чернов, архитектор Г. Г. Исакович) — во второй линии домов перед зданием ВЦСПС (дом № 42);
- Памятник-бюст Александру Байкову — перед зданием Института металлургии и материаловедения имени А. А. Байкова РАН;
- Памятник-бюст Сергею Вавилову (1987 год, скульптор Ф. А. Федоров, архитектор В. Я. Репин) — перед зданием Физического института имени П. Н. Лебедева РАН;
- Памятник-бюст Петру Лебедеву (1960 год, скульптор Н. В. Дыдыкин, архитектор Ю. И. Гольцев) — перед зданием Физического института имени П. Н. Лебедева РАН;
- Памятник академику Прохорову (2015 год, скульптор Е. И. Казанская, архитектор А. К. Тихонов) — на пересечении с Университетским проспектом;
- Памятник Ивану Губкину (2011 год, скульптор А. Н. Ковальчук, архитектор М. В. Корси) — перед зданием института нефти и газа имени И. М. Губкина;
- Памятник сотрудникам и студентам института нефти и газа имени И. М. Губкина, погибшим в Великой Отечественной войне — перед зданием института нефти и газа имени И. М. Губкина;
- Памятник Ленину и Крупской (1989, скульптор О. К. Комов, архитектор В. А. Нестеров) — на пересечении Ленинского проспекта и ул. Крупской[33];
- Памятник Бакинским комиссарам (1971, скульптор И. Зейналов) — на пересечении с улицей 26 Бакинских Комиссаров.
- Памятник Героям-автомобилистам (2015, скульптор Александр Рукавишников) — у станции метро «Тропарёво»[111].

- Памятник Ленину
- Памятник Спасокукоцкому
- Памятник Гагарину
- Памятник Прохорову
- Памятник Бакинским комиссарам

### Церкви
- Храм Благоверного царевича Димитрия при Первой градской больнице. Храм был построен, как домовая церковь в главном корпусе Голицынской больницы. Архитектурно выглядит как центральная, оформленная в виде церкви в стиле классицизм, часть больничного здания. Архитекторы В. И. Баженов и М. Ф. Казаков. Храм действующий, вход свободный (№ 8, корп. 12)[112].
- Храм иконы Божией Матери «Знамение» при Первой градской больнице. Храм действующий, вход свободный (№ 10, корп. 5)[113].
- Храм святой равноапостольной Марии Магдалины при Первой Градской больнице. Храм предназначен только для больных, свободного прохода с улицы нет, в настоящее время находится на реставрации (№ 8, корп. 1, второй этаж)[113][114].
- Церковь Михаила Архангела при Голицынской больнице (ул. Крымский Вал, 9, строение 23). В советские годы закрыта, здание перестроено[115].
- Храм святителя Алексия при больнице святителя Алексия (№ 27)[116].
- Храм Тихвинской иконы Божией Матери при больнице святителя Алексия (№ 27). Оба храма построены вместе с главным зданием больницы (1900—1903, 1908, архитектор С. У. Соловьёв, при участии архитектора И. М. Рыбина), архитектурно оформлены как церкви в неорусском стиле, и, являясь частью больничного здания, маркируют вход в больницу с двух сторон[116].
- Часовня при Медведниковской богадельне (№ 27, строение 8). В советские годы закрыта, здание перестроено. Посвящение часовни неизвестно[117].
- Домовой храм при Институте удобрений и инсектофунгицидов имени Я. В. Самойлова. Новодельный, предназначен только для сотрудников института, свободного прохода с улицы нет (рядом с домом № 55).
- Троицкая церковь в селе Семёновское. Построена в 1924 году (одной из последних перед насильственным перерывом в церковном строительстве, который продлился до второй половины 1980-х годов), в 1950-е снесена. Ныне на её месте — дом № 70.
- Храм Святых мучениц Веры, Надежды, Любови матери их Софии. Отдельно стоящий, новодельный. На перекрёстке с улицей Миклухо-Маклая (нумерация по улице Саморы Машела, ул. Саморы Машела, 1, строение 6).
- Церковь Покрова Пресвятой Богородицы при Российской детской клинической больнице. Домовой (№ 117, корп. 1).
- Храм Казанской иконы Божией Матери в Тёплом Стане. На перекрёстке с улицей Островитянова, новодельный (ул. Островитянова, вл. 2А).
- Церковь Казанской иконы Божией Матери в усадьбе Богородское-Воронино. Заложена в 1670, в советские годы разорена, перестроена и снесена.

- Вид на главный корпус Голицынской больницы с церковью царевича Димитрия. 1884 год.
- Здание больницы Святителя Алексия с двумя церквями.

### Мемориальные доски
- Авиаконструктору Павлу Сухому на доме № 7 (1995, скульптор С. В. Лядов);
- Экономисту академику Евгению Варге на доме № 11;
- Дипломату Александре Коллонтай на доме № 11 (2017);
- Профессору-физику и телеведущему Сергею Капице на углу дома № 13 (2018);
- Математику, одному из организаторов антисемитской кампании в советской науке академику Льву Понтрягину на доме № 13;
- Наркому электростанций СССР в годы войны Дмитрию Жимерину на здании Энергетического института имени Г. М. Кржижановского (дом № 19);
- Дважды Герою Советского Союза генерал-лейтенанту авиации Григорию Кравченко на доме № 21;
- Зоологу академику Меркурию Гилярову на здании Института проблем экологии и эволюции имени А. Н. Северцова РАН (дом № 33);
- Гельминтологу академику Константину Скрябину на здании Института проблем экологии и эволюции имени А. Н. Северцова РАН (дом № 33);
- Биологу академику Александру Опарину на здании Института проблем экологии и эволюции имени А. Н. Северцова РАН (дом № 33);
- Генетику академику Николаю Вавилову на здании Института проблем экологии и эволюции имени А. Н. Северцова РАН (дом № 33);
- Герою Советского Союза генерал-полковнику Ивану Людникову на доме № 61/1 (2015, скульптор А. М. Плохоцкий, архитектор С. Безверхий);
- Востоковеду Юрию Рериху на доме № 62/1 (1962, скульптор А. И. Григорьев, архитектор Б. Д. Комаров);

- Мемориальная доска Льву Понтрягину
- Мемориальная доска Григорию Кравченко

## Транспорт

### Метро
- Станция метро  Октябрьская расположена в самом начале Ленинского проспекта, вестибюль встроен в д. 2/1.
- Станция метро  Ленинский проспект и станция Московского центрального кольца  Площадь Гагарина расположены на площади Гагарина, вблизи пересечения Ленинского проспекта и улицы Вавилова с Третьим транспортным кольцом.
- Станции метро  Новаторская и  Новаторская расположены на пересечении Ленинского проспекта с улицами Новаторов и Удальцова.
- Станция метро  Тропарёво расположена у Теплостанского проезда в самом конце Ленинского проспекта вблизи его слияния с проспектом Вернадского и улицей Островитянова, в непосредственной близости от Рузской улицы, улиц Академика Анохина и Академика Бакулева.
- Строящаяся станция метро  Вавиловская вдоль Ленинского проспекта к северу от перекрёстка с улицей Строителей и улицей Панфёрова.

### Автобус
- е10: от МКАД до Калужской площади и обратно
- е12: от улицы Новаторов до Калужской площади и обратно
- м1: от Калужской площади до улицы Кравченко и обратно
- м16: от Калужской площади до улицы 26 Бакинских Комиссаров и обратно
- м27: от Теплостанского проезда до проспекта Вернадского и от Рузской улицы до Теплостанского проезда
- с13: от улицы Саморы Машела до улицы Миклухо-Маклая в сторону центра и от улицы Обручева до улицы Новаторов в обе стороны
- с17: от улицы Лобачевского до улицы Новаторов и обратно
- с163: от улицы Обручева до улицы Удальцова и обратно
- н11: от Калужской площади до улицы 26 Бакинских Комиссаров и обратно
- 1: от улицы Гарибальди до улицы Крупской (с разворотом на улице Строителей) и от улицы Крупской до улицы Гарибальди (с разворотом на улице Кравченко)
- 111: от Калужской площади до Университетского проспекта и обратно
- 113: от улицы Гарибальди до улицы Строителей и от улицы Строителей до улицы Гарибальди (с разворотом на улице Кравченко)
- 119: от Университетского проспекта до Ломоносовского проспекта и обратно
- 145: от улицы Саморы Машела до улицы Миклухо-Маклая (только в сторону центра)
- 153: от улицы Гарибальди до улицы Удальцова (с разворотом на улице Строителей) и от улицы Кравченко до улицы Гарибальди
- 196: от площади Гагарина до Калужской площади и обратно
- 281: от улицы 26 Бакинских Комиссаров до Теплостанского проезда и обратно
- 297: от площади Гагарина до Калужской площади и обратно
- 343: от проспекта Вернадского до МКАД и обратно
- 485: от проспекта Вернадского до МКАД и обратно
- 553: от Теплостанского проезда до площади Гагарина и обратно
- 642: от проспекта Вернадского до МКАД и обратно
- 718: от проспекта Вернадского (с разворотом на улице Островитянова) до улицы Саморы Машела и обратно от улицы Саморы Машела до улицы 26 Бакинских Комиссаров
- 816: от улицы Миклухо-Маклая до МКАД и обратно
- 877: от проспекта Вернадского до МКАД и обратно
- 890: от МКАД до проспекта Вернадского и от Рузской улицы до МКАД
- 934: от Ломоносовского проспекта до улицы Дмитрия Ульянова и обратно
- Sk4: от станции метро «Тропарёво» до МКАД и обратно

### Трамвай
Непосредственно по Ленинскому проспекту трамваи не проходят, но его пересекают по Ломоносовскому проспекту трамваи 14, 26, 39. Далее трамваи 14, 39 следуют по параллельно расположенной улице Вавилова. Трамвай 26 с Ломоносовского проспекта также поворачивает на улицу Вавилова, затем на улицу Кржижановского.